# خميس دهام
خميس دهام ، لاعب كرة قدم قطري سابق.
و قد كان يلعب مع نادي العربي القطري.
و قد لعب مع منتخب قطر لكرة القدم.

## كأس الخليج 1979
و قد سجل هدف في مرمى منتخب عمان لكرة القدم.